# 754
| [ Edytuj tabelę ]          |                                            |
| Król Asturii               | - 739 Alfons I 757                         |
| Cesarz Bizancjum           | - 741 Konstantyn V Kopronim 775            |
| Chan Bułgarii              | - 753 Winech 760                           |
| Cesarz Chin                | - 712 Tang Xuanzong 756                    |
| Król Essexu                | - 746 Swithred 758                         |
| Król Franków               | - 751 Pepin Krótki 768                     |
| Cesarz Japonii             | - 749 Kōken 758                            |
| Kalif                      | - 750 As-Saffah 754 - 754 Al-Mansur 775    |
| Patriarcha Konstantynopola | - 730 Anastazy 754 - 754 Konstantyn II 766 |
| Król Longobardów           | - 749 Aistulf 756                          |
| Król Mercji                | - 716 Aethelbald 757                       |
| Król Nortumbrii            | - 737 Eadbert 758                          |
| Papież                     | - 752 Stefan II (III) 757                  |
| Doża Wenecji               | - 742 Teodato Ipato 755                    |
| Król Wessexu               | - 740 Cuthred 756                          |

Rok 754 / DCCLIV
stulecia: VII wiek ~
VIII wiek ~
IX wiek

lata: 744 «
749 «
750 «
751 «
752 «
753 «
754
» 755
» 756
» 757
» 758
» 759
» 764

## Wydarzenia
- 28 lipca – papież Stefan II udzielił królewskiego namaszczenia Pepinowi, królowi Franków.
- 8 sierpnia – Konstantyn II został patriarchą Konstantynopola.
- Al-Mansur został drugim kalifem z dynastii Abbasydów.
- Pepin dokonał tzw. donacji. Powstało Państwo Kościelne, obejmujące Rzym, Egzarchat Rawenny i Pentapolis (lub w 755).
- Początek wypraw Pepina do Italii przeciw Longobardom.
- Sobór w Hierei w sprawie ikonoklazmu.
- Spis ludności w Chinach wykazał 52 880 000 mieszkańców[1].

## Zmarli
- 2 lutego – Burchard z Würzburga, anglosaski benedyktyn i biskup.
- 5 czerwca – Bonifacy-Winfrid, biskup, apostoł Niemców, męczennik i święty Kościoła katolickiego.
- Anastazy, patriarcha Konstantynopola.
- As-Saffah, pierwszy kalif z dynastii Abbasydów
- Childeryk III, ostatni król Franków z dynastii Merowingów[2].
- Hiltruda, córka Karola Młota.
- Iwan, syryjsko-prawosławny patriarcha Antiochii.
- Karloman, syn Karola Młota.